# Poseidonamicus minor
Poseidonamicus minor är en kräftdjursart som beskrevs av Benson 1972. Poseidonamicus minor ingår i släktet Poseidonamicus och familjen Hemicytheridae. Inga underarter finns listade i Catalogue of Life.